# Alexander 1. af Bulgarien
Alexander 1. af Bulgarien (bulgarsk: Александър I Батенберг tr. Aleksandr I Batenberăg ; født som Prins Alexander af Battenberg) (5. april 1857 – 17. november 1893) var den første fyrste af det moderne Bulgarien i tiden fra 1879 til 1886.